# Acrorumohra hasseltii
Acrorumohra hasseltii là một loài dương xỉ ở Dryopteridaceae. Loài này có từ Ấn Độ, qua đông nam Á, tới tận đông bắc Queensland ở Úc. Môi trường sống tự nhiên của chúng là các khu rừng ẩm ướt đất thấp nhiệt đới hoặc cận nhiệt đới. Nó bị đe dọa do mất môi trường sống.